# Băng Adrênh
Băng Adrênh là một xã thuộc huyện Krông Ana, tỉnh Đắk Lắk, Việt Nam.

## Địa lý
Xã Băng Adrênh có vị trí địa lý:
- Phía nam giáp xã Dur Kmăl
- Phía tây giáp thị trấn Buôn Trấp
- Phía bắc giáp xã Ea Bông, huyện Krông Ana và xã Dray Bhăng, huyện Cư Kuin
- Phía đông bắc giáp xã Hòa Hiệp, huyện Cư Kuin.

Trung tâm hành chính của xã từ Ngã ba Cây Hương đi vào 3 km, cách trung tâm thị trấn Buôn Trấp 10 km, nối với xã Dur Kmăl là đường Đồi Dầu.
Ngăn cách giữa thị trấn Buôn Trấp và một phần thôn Eatun I (nay là thôn I và thôn III) là hồ Eatun (còn gọi là hồ Tây Phong).

## Lịch sử
Trước và cho đến năm 1975 địa bàn xã hiện nay thuộc thị xã Buôn Ma Thuột, đến ngày 5 năm 3 năm 1977, theo quyết định số 14/TC Ủy ban nhân dân cách mạng lâm thời tỉnh Đắk Lắk về điều chỉnh địa giới và thành lập 3 xã mới của thị xã Buôn Ma Thuột, xã Ea Bông, xã Ea Na, xã Quảng Điền. Vùng đất xã hiện nay thuộc xã Ea Bông.
Ngày 19 tháng 9 năm 1981, Hội đồng Bộ trưởng ban hành Quyết định số 75/HĐBT về việc thành lập huyện Krông Ana. Địa phận xã vẫn thuộc xã Ea Bông thuộc huyện Krông Ana.
Ngày 6 tháng 3 năm 1984, theo Quyết định số 35-QĐ/HĐBT của Hội đồng bộ trưởng về việc chia tách xã Ea Bông thành 3 đơn vị hành chính thuộc huyện Krông Ana: xã Ea Bông, xã Dur Kmăl, thị trấn Buôn Trấp. Vùng đất xã hiện nay thuộc xã Dur Kmăl
Năm 2002, Chính phủ ban hành Nghị định số 113/2002/NĐ-CP ngày 31 tháng 12 năm 2002 về việc thành lập xã thuộc huyện Krông Ana, trên cơ sở đó tách xã Dur Kmăl thành hai xã Dur Kmăl và xã Băng Adrênh.

## Hành chính
Xã Băng Adrênh được chia thành 5 thôn: 1, 2, 3, 4, Eabrinh và 2 buôn: Čuê, K62 (buôn căn cứ cách mạng trước đây (H9)).

## Kinh tế - xã hội

### Giáo dục
Các cơ sở giáo dục trên địa bàn xã:
- Trường Mầm non Hoa Hồng
- Trường Tiểu học Tây Phong
- Trường THCS Băng A Drênh.